# Monosynamma sabulicola
Monosynamma sabulicola is een wants uit de familie van de blindwantsen (Miridae). De soort werd het eerst wetenschappelijk beschreven door Eduard Wagner in 1947.

## Uiterlijk
De zwarte of bruinzwarte, ovale of langwerpig ovale wants is als volwassen dier altijd langvleugelig en kan 2,5 tot 4 mm lang worden. De voorvleugels zijn donker en licht getekend en zijn bedekt met fijne haartjes. Het uiteinde van het verharde gedeelte van de vleugels (cuneus) is wit met een zwarte punt. Het doorzichtige gedeelte van de vleugels is zwart met witte vlekken en witte aders. Het halsschild en scutellum hebben meestal over het midden een gele of bruinrode lijn. Van de zwarte antennes is het derde en vierde segment vaak bruin, bij de vrouwtjes ook een gedeelte van het tweede segment. De pootjes hebben dijen met een licht uiteinde en op de schenen staan stekeltjes in zwarte stippen.
Monosynamma sabulicola lijkt sterk op Monosynamma bohemanni en op Monosynamma maritimum. Het is zelfs onduidelijk of het bij deze drie wantsensoorten niet om één enkele soort gaat. Vooralsnog worden ze als eigen soort erkend. Monosynamma maritimum zou alleen op kruipwilg (Salix repens) leven in de duinen langs de kust en Monosynamma sabulicola alleen op smalbladige wilgen zoals schietwilg (Salix alba), kraakwilg (Salix fragilis) en katwilg (Salix viminalis) langs oevers van rivieren.

## Leefwijze
De wants komt als eitje de winter en er is een enkele generatie in het jaar. De dieren zijn eind mei volwassen en kunnen dan tot in oktober gevonden worden gevonden op smalbladige wilgensoorten zoals schietwilg (Salix alba), katwilg (Salix viminalis) en kraakwilg (Salix fragilis) langs oevers van rivieren.

## Leefgebied
In Nederland komt de soort algemeen voor. Verder is de wants Holarctisch verspreid, van Europa tot Noord-Amerika.